# Al-Qassim (vùng)
Vùng Al-Qassim (tiếng Ả Rập: منطقة القصيم Minṭaqat al-Qaṣīm [ælqɑˈsˤiːm], phát âm tiếng Ả Rập Najd: [ælgəˈsˤiːm]), còn viết là Qassim, Al-Qaseem, Al-Qasim, hay Gassim, là một trong 13 vùng của Ả Rập Xê Út. Vùng nằm tại trung tâm của quốc gia, và gần như cũng là trung tâm của bán đảo Ả Rập. Vùng có dân số 1,37 triệu người vào năm 2010, diện tích là 58.046 km². Vùng được gọi là "rổ đồ ăn" của quốc gia nhờ các nông trang tại đây.
Al-Qassim là vùng giàu có nhất theo bình quân đầu người tại Ả Rập Xê Út. Đây là vùng đông dân thứ bảy và có mật độ dân số đứng thứ năm. Vùng có trên 400 thành phố, thị trấn, làng, và khu dân cư Bedouin, mười trong số đó được công nhận là tỉnh. Thủ phủ của vùng là Buraydah, có khoảng 49% dân số trong vùng sống tại thành phố này. Thống đốc của vùng từ năm 1992 đến năm 2015 là Hoàng tử Faisal bin Bandar, người kế nhiệm là Hoàng tử Faisal bin Mishaal.
Đây là vùng bảo thủ nhất tại Ả Rập Xê Út, là trung tâm của phong trào Salafi. Vùng được nhìn nhận là một trong các căn cứ ủng hộ chủ chốt cho gia tộc Saud, cùng với các vùng Al Riyadh, Ha'il và Al Jawf. Vùng cũng sản sinh nhiều ulema Salafi và sheikh nổi bật.

## Tham khải
1. ↑  "Poverty in the Kingdom of Gold". ngày 2 tháng 11 năm 2012.
2. ↑  Burke, Jason (ngày 1 tháng 7 năm 2011). "Saudi Arabia's clerics challenge King Abdullah's reform agenda" – qua The Guardian.